# Открытый чемпионат Италии по теннису 2009
Открытый чемпионат Италии по теннису 2009 года — 66-й розыгрыш ежегодного профессионального теннисного турнира среди мужчин и женщин, проводящегося в итальянском городе Рим и являющегося частью тура ATP в рамках серии Masters 1000 и тура WTA в рамках серии Premier 5.
В 2009 году турнир прошёл с 27 апреля по 9 мая: в первую неделю были сыграны мужские соревнования, а во вторую — женские. Соревнование продолжало околоевропейскую серию грунтовых турниров, подготовительную к майскому Roland Garros.
Прошлогодние победители:
- в мужском одиночном разряде —  Новак Джокович
- в женском одиночном разряде —  Елена Янкович
- в мужском парном разряде —  Боб Брайан /  Майк Брайан
- в женском парном разряде —  Чжань Юнжань /  Чжуан Цзяжун

## Соревнования

### Мужчины. Одиночный турнир
Рафаэль Надаль обыграл  Новака Джоковича со счётом 7-6(2), 6-2.
- Надаль выигрывает 5-й титул в сезоне и 36-й за карьеру в основном туре ассоциации.
- Джокович уступает 3-й финал в сезоне и 9-й за карьеру в основном туре ассоциации.

### Женщины. Одиночный турнир
Динара Сафина обыграла  Светлану Кузнецову со счётом 6-3, 6-2.
- Сафина выигрывает 1-й титул в сезоне и 10-й за карьеру в туре ассоциации.
- Кузнецова уступает 1-й финал в сезоне и 18-й за карьеру в туре ассоциации.

### Мужчины. Парный турнир
Даниэль Нестор /  Ненад Зимонич обыграли  Боба Брайана /  Майка Брайана со счётом 7-6(5), 6-3.
- Нестор выигрывает 4-й титул в сезоне и 59-й за карьеру в основном туре ассоциации.
- Зимонич выигрывает 4-й титул в сезоне и 27-й за карьеру в основном туре ассоциации.

### Женщины. Парный турнир
Се Шувэй /  Пэн Шуай обыграли  Даниэлу Гантухову /  Ай Сугияму со счётом 7-5, 7-6(5).
- Се выигрывает 2-й титул в сезоне и 6-й за карьеру в туре ассоциации.
- Пэн выигрывает 2-й титул в сезоне и 5-й за карьеру в туре ассоциации.